# Controguerra rosso riserva
Le Controguerra rosso riserva est un vin italien de la région Abruzzes doté d'une appellation DOC depuis le 20 août 1996. Seuls ont droit à la DOC les vins rouges récoltés à l'intérieur de l'aire de production définie par le décret. 
Vieillissement minimum légal: 2 ans
Le vin rouge du type rosso riserva répond à un cahier des charges plus  exigeant que le Controguerra rosso, essentiellement en relation avec le vieillissement.

## Aire de production
Les vignobles autorisés se situent en province de Teramo dans les communes de Controguerra, Torano Nuovo, Ancarano, Corropoli et Colonnella.

## Caractéristiques organoleptiques
- couleur : rouge rubis intense
- odeur : vineux, agréable
- saveur : sèche, légèrement tannique, caractéristique.

Le Controguerra rosso riserva se déguste à une température de 16 – 17 ° C et il se gardera 2 – 3 ans.

## Production
Province, saison, volume en hectolitres :
- pas de données disponible